# Zavrelimyia barbatipes
Zavrelimyia barbatipes är en tvåvingeart som först beskrevs av Jean-Jacques Kieffer 1911.  Zavrelimyia barbatipes ingår i släktet Zavrelimyia och familjen fjädermyggor. Arten är reproducerande i Sverige. Inga underarter finns listade i Catalogue of Life.